# Вереви
Вереви или Елва (ест. Verevi järv, Elva Suurjärv) је језеро средње величине у Естонији. Вереви се налази на западној страни града Елва у долини Елва. Језеро је издуженог облика, правца север-југ. Из језера истече река Кавилда. Језеро има богат биљни и животињски свет, постоји више од 25 врста макрофита. Од риба највише има бодорки, док у мањој мери има гргеча, црвенперки, штука, деверика, лињака и караша.
На језеру има пуно туристичких понуда током летних дана.